# 조랑말 속달 우편

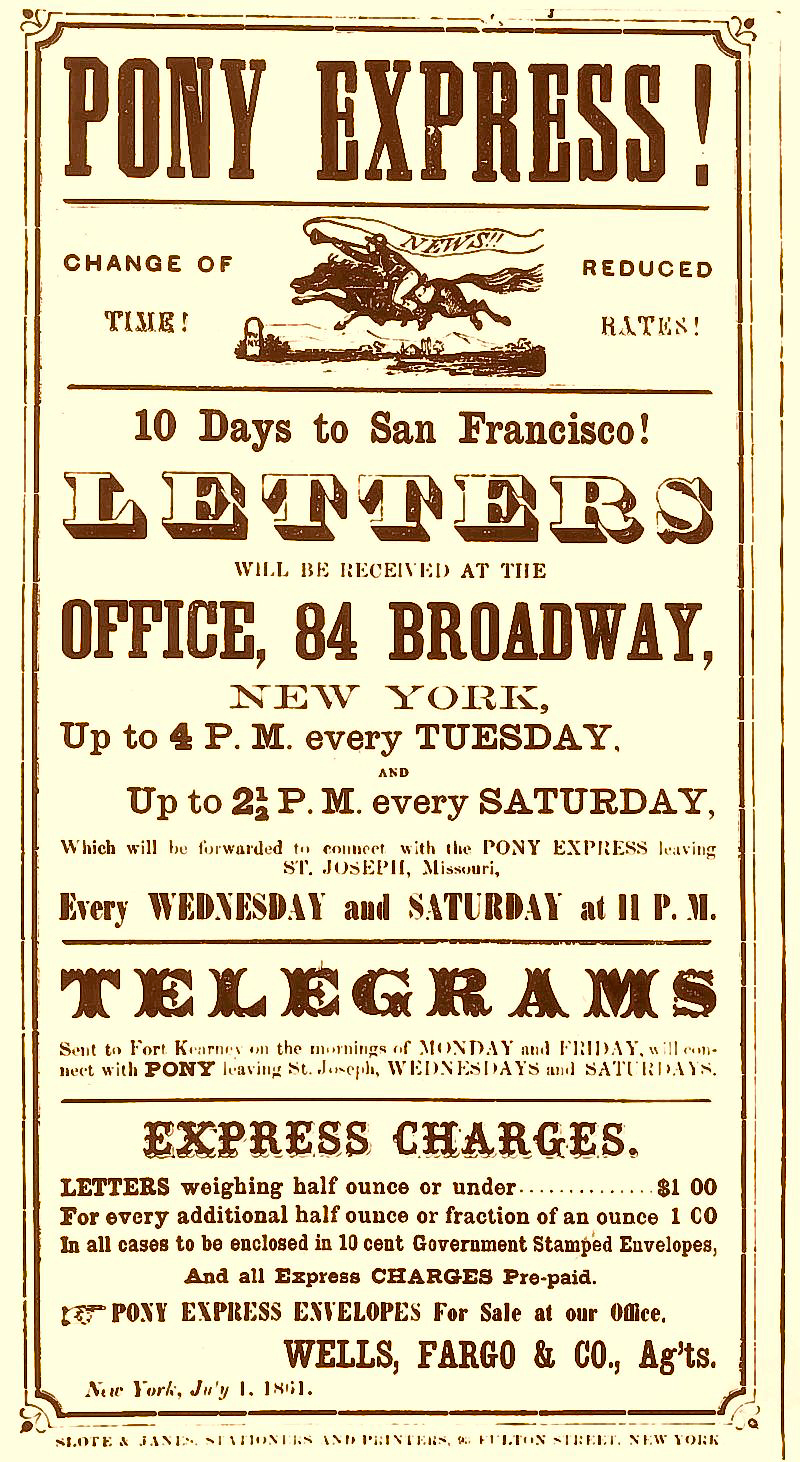
조랑말 속달 우편 광고물

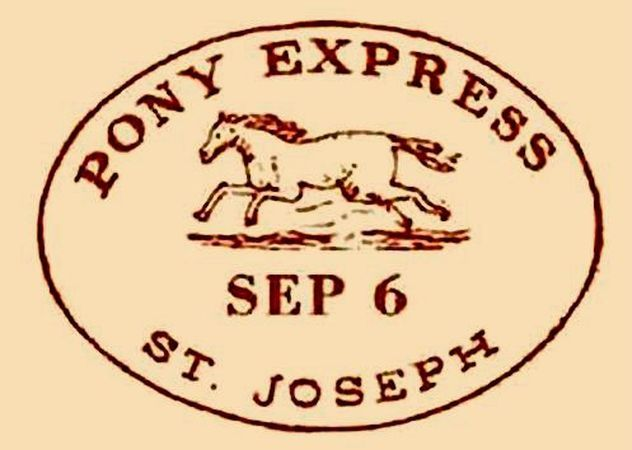
조랑말 속달 우편의 우편 인장

조랑말 속달 우편(Pony Express)은 세인트조지프에서부터 그레이트플레인스, 로키산맥, 시에라네바다산맥을 횡단하여 새크라멘토까지 우편과 신문, 소포 등을 배달하는 역마 택배 서비스였다. 조랑말 속달 우편은 역참 시스템을 이용하여 이전에는 대서양 연안에서 태평양 연안까지 18개월이 걸리던 우편 배달 기간을 10일로 단축하였다. 1860년 4월 3일부터 1861년 10월까지 운영되었으며, 1861년 8월 전신 서비스가 개시되기 전까지 미국의 동부에서 이제 막 새로운 미국의 주로 편입된 캘리포니아까지 연결되는 가장 빠른 통신 수단이었다.
조랑말 속달 우편은 1859년 윌리엄 H. 러셀과 알렉산더 메이저스, 윌리엄 B. 와델에 의해 설립된 리브워스 앤드 파이크스 픽크 익스프레스 컴퍼니(the Leavenworth and Pike's Peak Express Company)가 개설한 우편 배달 시스템으로, 회사는 1860년 이름을 센트럴 오버랜드 캘리포니아 앤드 파이크스 피크 익스프레스 컴퍼니(Central Overland California and Pikes Peak Express Company)로 이름을 바꾸었다.

## 설립

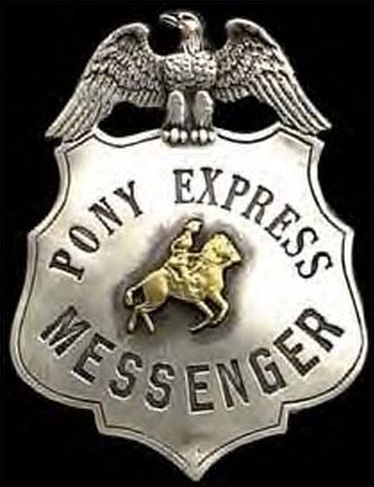
조랑말 속달 우편 업체 배달원의 배지 복제품

1846년까지 멕시코의 영토였던 캘리포니아는 캘리포니아 공화국의 형태로 독립한 후 미국의 새로운 주가 되었고, 1848년 캘리포니아 골드 러시 이후 수천명의 탐광꾼, 투자자, 기업가들이 캘리포니아 지역에 몰려들었다. 1860년대 캘리포니아 인구는 38만명으로 증가하였다. 이 때문에 캘리포니아에서는 미국 동부까지 연결되는 우편 서비스에 대한 수요가 폭증하였다.
1860년 4월 조랑말 속달 우편이 시작될 당시 세인트조지프는 동부에서 출발한 철도의 종착역이었다. 윌리엄 H. 러셀은 “18세 이하의 어리고 날렵한”기수를 모집하여 세인트조지프에서 캘리포니아 새크라멘토까지 3,212 km에 이르는 구간을 10일만에 달리게 하였다. 1861년 마크 트웨인은 카슨에 도착하는 조랑말 속달 우편 기수를 다음과 같이 묘사하였다.
| “ | 말은 전속력으로 질주했고 한 번에 16 km에서 19 km를 이동했다. 기수는 작은 역사나 마굿간 등 다음 번 수거지에 도착하기 전까지 절대 멈추는 법이 없었다. | ” |

## 운영
1860년 조랑말 속달 우편의 배달로를 따라 157 개의 역사가 지어졌다. 각 역사 사이의 거리는 약 16km였다. 기수는 말을 전속력으로 몰아 다음 역에 다다르면 새로운 말로 갈아탔고 배낭을 뜻하는 스페인어인 모칠라(mochila)라고 불린 우편낭을 갈고는 다음 역으로 출발하였다. 기수는 우편낭을 반드시 다음 역까지 전달하여야 한다는 압박을 받았다. 모칠라에는 칸티나(cantina)라 불린 여러 개의 금속함이 달려 있었고, 하나의 금속함엔 약 9.1 kg의 배달물이 담겼다. 여기에 기수를 위한 물과 리볼버까지 들어간 모칠라의 무게는 75kg에 달했다. 이 때문에 기수의 몸무게는 57 kg 이하로 제한되었다.
1860년 기수는 한 달에 100 달러를 급여로 지급 받았는데, 당시 미국의 미숙련 노동자 평균 임금은 하루에 0.43 - 1 달러 정도였다.
조랑말 속달 우편의 설립자인 알렉산더 메이저스는 운영을 위해 400 마리 이상의 말을 사용하였다. 이를 위해 서부 각지에서 말을 사들였고 말 한 마리의 가격은 평균 200 달러 정도였다. 말의 키는 평균 1.47 m 정도였고, 무게는 평균 410 kg 정도였다. 엄격하게 따지면 그렇지 않은 경우도 있었지만, 이 정도 크기의 말이면 조랑말이라는 명칭에 부합된다고 할 수 있다.

## 운송로

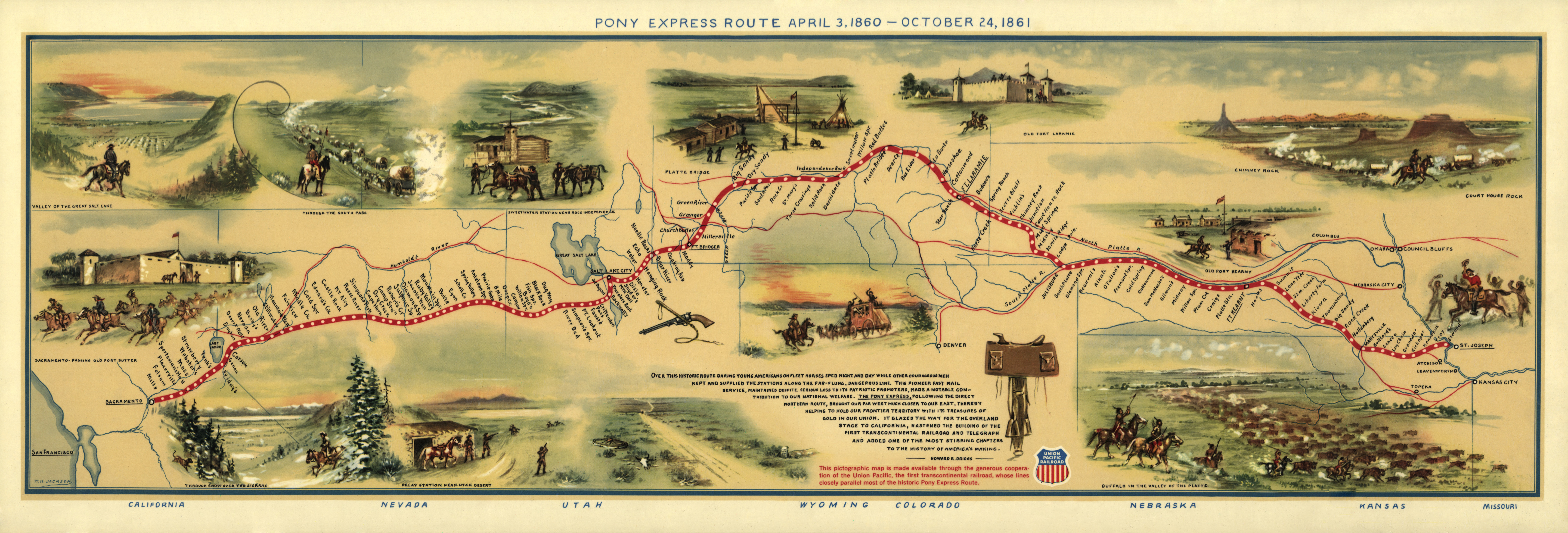
조랑말 속달 우편의 운송로

조랑말 속달 우편의 운송로는 미주리 주의 세인트조지프에서 출발하여 캘리포니아 주의 새크라멘토까지 이어졌다. 이 구간의 일부는 오늘날 미국의 일반 국도 제36호선이 지난다. 이 때문에 36번 국도는 포니 익스프레스 하이웨이(Pony Express Highway)라는 별칭을 얻었다.

## 같이 보기
- 참치 (제도)
- 페르시아 왕도

## 참고 문헌
- Angel, Myron, ed. (1881). History of Nevada. Oakland, California: Thompson and West. Retrieved 2012-09-14.
- Bradley, Glenn Danford (1913). The story of the Pony Express. A. C. McClurg & Co. Retrieved 2012-12-10.
- Chapman, Arthur (1932). The pony express: the record of a romantic adventure in business. G. P. Putnam's Sons.
- Century Magazine (New York). XXXIV. 1898.
- Corbett, Christopher (2003). Orphans Preferred: The Twisted Truth and Lasting Legend of the Pony Express. New York: Broadway Books. ISBN 978-0-7679-0692-0.
- Egan, Ferol (1972). The pony express: the record of a romantic adventure in business. University of Nevada Press. p. 316. ISBN 0-87417-097-4.[clarification needed]
- Godfrey, Anthony (1994). "Pony Express National Historic Trail Historic Resource Study". National Park Service. Retrieved 2012-02-20.
- McNesse, Tim (2009). The Pony Express: Bringing Mail to the American West. Infobase Publishing. p. 138. ISBN 978-1-4381-1984-7.
- Michno, Gregory (2007). The Deadliest Indian War in the West: The Snake Conflict, 1864-1868. Caxton Press. p. 157. ISBN 978-0-87004-460-1. Retrieved 2012-09-15.
- Reinfeld, Fred (1973). Pony Express. Macmillan Co./ Bison Books. ISBN 978-0-8032-5786-3.
- Root, George A.; Hickman, Russell K. (February 1946). "Part IV-The Platte Route-Concluded. The Pony Express and Pacific Telegraph". Kansas Historical Quarterly 14 (1): 36–92. Retrieved 2012-12-10.
- Settle, Raymond; Settle, Mary (1949). Empire on wheels. Stanford University Press. p. 153.
- Settle, Raymond; Settle, Mary (1972). Saddles and Spurs: The Pony Express Saga. Stackpole Co.(1955) / Bison Book (1972). ISBN 978-0-8032-5765-8. Retrieved 2012-12-10.
- Thompson, Don (20 March 2005). "Historian finds Pony Express ad". U-T San Diego. Associated Press. Retrieved 2012-09-16.
- Beasley, Delilah Leontium (1919). The Negro trail blazers of California. Times Mirror Printing and Binding House.
- Cody, William F.; Visscher, William Lightfoot (1917). Life and adventures of "Buffalo Bill" Colonel William F. Cody. Stanton and Van Vliet Co.
- Majors, Alexander; Cody, William (1873). The Pony Express: Bringing Mail to the American West. The Western Miner and Financier